# Скважность
Сква́жность (в физике, электронике) — безразмерная величина, одна из характеристик импульсных систем, определяющая отношение периода следования (повторения) импульсов к длительности импульса. Часто используется величина, обратная скважности, которая называется коэффициент заполнения или рабочий цикл (англ. duty cycle).
Таким образом, для импульсного сигнала справедливы следующие соотношения:
{\displaystyle S={\frac {T}{\tau }}={\frac {1}{D}},}
{\displaystyle D={\frac {\tau }{T}}={\frac {1}{S}},}
где {\displaystyle S} — скважность, {\displaystyle T} — период импульсов, {\displaystyle \tau } — длительность импульса, {\displaystyle D} — коэффициент заполнения.
Скважность и коэффициент заполнения — безразмерные величины, однако коэффициент заполнения часто указывают в процентах. Коэффициент заполнения нередко более удобен в применении, так как изменяется в интервале от 0 до 1, тогда как скважность изменяется от 1 до бесконечности.
Понятие скважности используется, например, в радиолокации, где эта величина определяет отношение максимальной мощности в импульсе к средней мощности источника и является важным показателем работы импульсных радиоэлектронных систем. Скважность импульсов в радиолокационных станциях может достигать тысяч.
Известный в радиотехнике сигнал меандр имеет скважность 2 (коэффициент заполнения 0,5).